# Robert Arthur (acteur)
Pour les articles homonymes, voir Robert Arthur et Arthur.
Robert Arthur (18 juin 1925 - 1er octobre 2008), né Robert Paul Arthaud, est un acteur américain. 

## Biographie
Il a notamment joué dans les films Un homme de fer de Henry King et Le Gouffre aux chimères de Billy Wilder ou la série The Lone Ranger. Il a souvent endossé des rôles d'adolescent ou de jeune adulte.
Vers la fin de sa vie, il a milité pour les droits LGBT au sein des Log Cabin Republicans.

## Filmographie

### Cinéma
- 1945 : Roughly Speaking : Frankie à 17 ans
- 1945 : Too Young to Know : Jimmy
- 1946 : La Course au bonheur (Sweetheart of Sigma Chi): Harry Townsend
- 1947 : L'Amant sans visage (Nora Prentiss) : Gregory Talbot
- 1947 : The Devil on Wheels : Todd Powell
- 1947 : Maman était new-look (Mother Wore Tights) : Bob Clarkman
- 1948 : Green Grass of Wyoming : Ken McLaughlin
- 1949 : You're My Everything : Harold
- 1949 : Mother Is a Freshman : Beaumont Jackson
- 1949 : Un homme de fer (Twelve O'Clock High) : Sgt. McIllhenny
- 1950 : Les Amants de Capri (September Affair) : David Lawrence Jr.
- 1951 : Air Cadet : Walt Carver
- 1951 : Le Gouffre aux chimères (Ace in the Hole) : Herbie Cook
- 1951 : On the Loose : Larry Lindsay
- 1952 : Six filles cherchent un mari (Belles on Their Toes) : Frank Gilbreth Jr.
- 1952 : The Ring (en) : Billy Smith
- 1952 : Pour vous, mon amour (Just for You) : Jerry Blake
- 1953 : Le système (The System) : Rex Merrick
- 1953 : La Reine vierge (Young Bess) : Barnaby
- 1953 : Sergent la Terreur (Take The High Ground) : Donald Quentin Dover
- 1954 : Return from the Sea : Porter
- 1955 : Top of the World : Lt. Skip McGuire
- 1955 : The First Hundred Days (Court-métrage) : Bob
- 1956 : The Desperados Are in Town : Lonny Kesh
- 1957 : Commando dans la mer du Japon (Hellcats of the Navy) : Freddy Warren
- 1958 : La Rage de vivre (en) : Jerry Coltrin
- 1960 : Wild Youth : Frankie
- 1984 : Job Site : Harry Weinblatt
- 1992 : Rassle : Un reporter
- 1995 : The Diamond Stud : Mr. Boyle

### Télévision
- 1950-1952 : The Lone Ranger (Série TV) : Terry Baxter / Jimmy Darby / Terry Britt
- 1952 : Sky King (Série TV) : Danny Corrigan
- 1954 : Waterfront (Série TV) : Mark Hubbard
- 1954 : Public Defender (Série TV) : Bob Carter
- 1955 : Frontier (en) (Série TV) : Kip Ross
- 1955 : Le Choix de... (Screen Dorectors Playhouse) (Série TV) : Le premier soldat
- 1956 : Crossroads (en) (Série TV) : Danny Hogan
- 1956 : Telephone Time (Série TV) : Alex Samenian
- 1957 : Navy Log (en) (Série TV) : Lt. Lamble
- 1957 : Men of Annapolis (Série TV) : Wilson / Davis
- 1958 : Frontier Doctor (Série TV) : Mike Matthews
- 1966 : Gomer Pyle: USMC (Série TV) : Le guide
- 1988 : Dance 'Til Dawn (Téléfilm) : Le reverand
- 1991 : La Fête à la maison (Full House) (Série TV) : Le ministre